# أوسكار برانش كولكويت
أوسكار برانش كولكويت هو محامي وصحفي وشخصية أعمال وسياسي أمريكي، ولد في 16 ديسمبر 1861 في كاميلا في الولايات المتحدة، وتوفي في 8 مارس 1940 في دالاس في الولايات المتحدة. نشط حزبياً في الحزب الديمقراطي. وقد انتخب عضو مجلس ولاية تكساس ‏ وانتخب حاكم ولاية تكساس (17 يناير 1911 – 19 يناير 1915).